# Konsulat Republiki Litewskiej w Sejnach
Konsulat Republiki Litewskiej w Sejnach (lit. Lietuvos Respublikos konsulatas Seinuose) – misja konsularna Republiki Litewskiej w Sejnach, w Rzeczypospolitej Polskiej.

## Historia

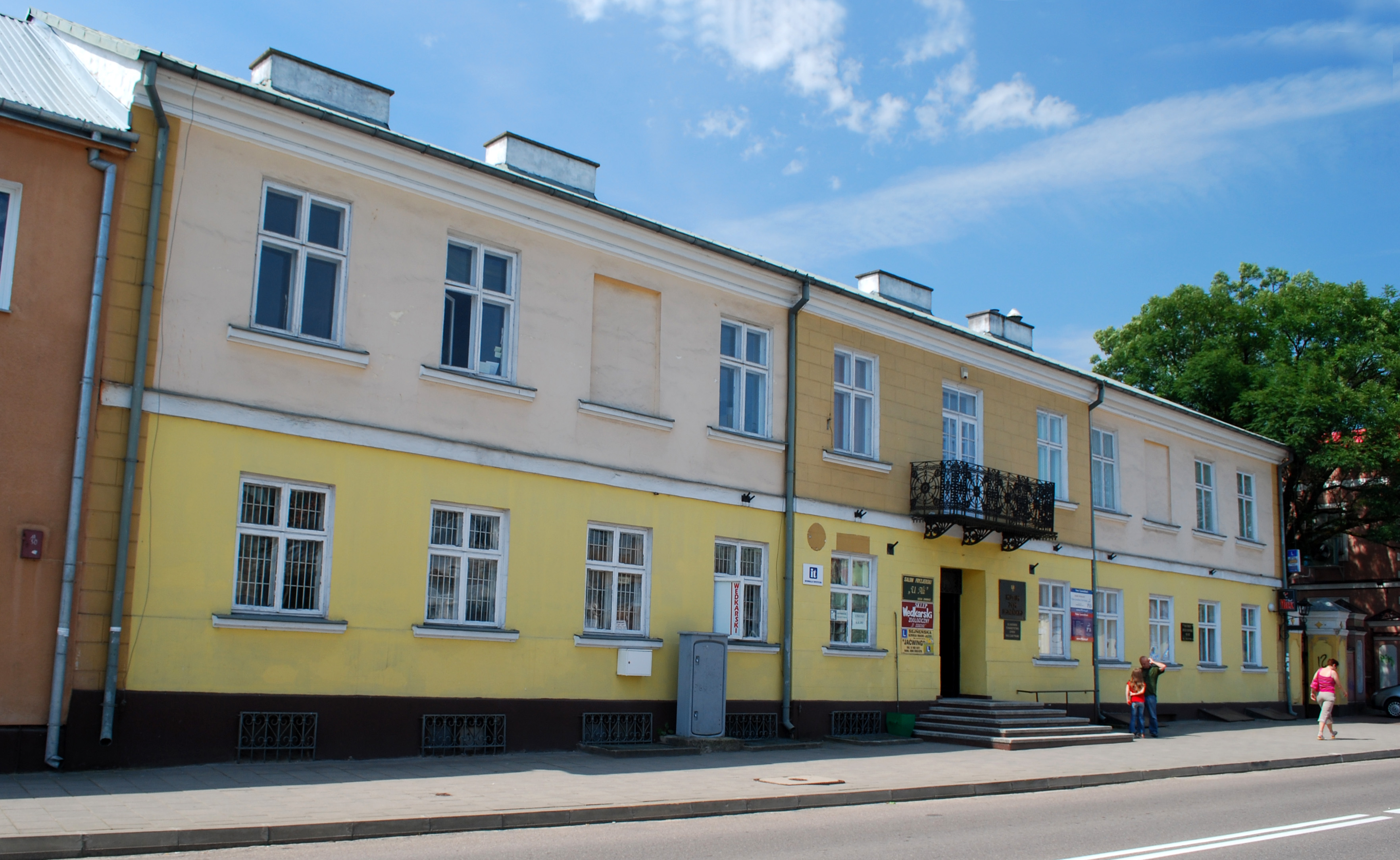
Dawny pałac biskupi, siedziba konsulatu w latach 1994–1999 (obecnie Muzeum Ziemi Sejneńskiej)

Konsulat Republiki Litewskiej w Sejnach działalność rozpoczął 3 czerwca 1994.
Konsulatem kierował wówczas konsul generalny w Warszawie Šarūnas Adomavičius. Oficjalne otwarcie placówki dyplomatycznej nastąpiło 17 czerwca 1994. Siedzibą konsulatu do 1999 był Pałac Biskupi w Sejnach. Po zakończeniu budowy „Domu Litewskiego” w jednej z jego części swoją siedzibę ma także konsulat.
Pierwszym konsulem Republiki Litewskiej w Sejnach był sygnatariusz Aktu odtworzenia Niepodległości Litwy Vidmantas Povilionis. Swoją misję oficjalnie rozpoczął 1 września 1994. Povilionis jako konsul dużo zaangażowania włożył nie tylko w kwestiach pomocy konsularnej obywatelom Litwy lecz także w budowanie poprawnych stosunków między społecznością polską i litewską, ukazywaniu perspektyw rozwijania partnerskich kontaktów. 10 listopada 1998 na stanowisku konsula w Sejnach zaczął pracować Jonas Kindurys, a od 14 czerwca 2002 Aušra Černevičienė. Od 20 sierpnia 2006 funkcję konsula pełnił Liudvikas Milašius. Obecnie kierownikiem Konsulatu Republiki Litewskiej w Sejnach jest Genadijus Mackelis.
Od samego początku konsulat odgrywał ważną rolę w kształtowaniu pozytywnych stosunków polsko-litewskich nie tylko na szczeblu lokalnym. Z jego inicjatywy odbywały się spotkania z władzami samorządowymi, organizacjami pozarządowymi, przedstawicielami prasy i telewizji. Konsulat pomagał w przygotowywaniu wizyt najważniejszych przedstawicieli władzy Republiki Litewskiej.
W tym okresie został wybudowany „Dom Litewski”, odsłonięto pomnik biskupa Antanasa Baranauskasa, odrestaurowano groby żołnierzy litewskich w Sejnach i Berznikach, pracę rozpoczęła szkoła litewska „Žiburys”.

## Konsulowie Generalni Republiki Litewskiej w Sejnach
- Vidmantas Povilionis (1994–1998)
- Jonas Kindurys (1998–2002)
- Aušra Černevičienė (2002–2006)
- Liudvikas Milašius (2006 – ?)
- Vida Bagdonavičienė (?)
- Remigijus Motuzas (2020–2021)
- Genadijus Mackelis (od 2021)[2]